# Вахрамеев, Павел Прокопьевич
Павел Прокопьевич Вахрамеев (18 ноября 1901 года, село Поршур, ныне Можгинский район, Республика Удмуртия — 11 июля 1963 года, Челябинск) — советский военный деятель, Генерал-майор (1943 год).

## Биография
Павел Прокопьевич Вахрамеев родился 18 ноября 1901 года в селе Поршур ныне Можгинского района Республики Удмуртия.

### Гражданская война
В апреле 1920 года был призван в ряды РККА и проходил службу красноармейцем в составе 5-го запасного полка в Казани и Алатыре, а в конце августа в составе 66-й маршевой бригады убыл на фронт. В сентябре был назначен на должность командира отделения 207-го стрелкового полка 70-й бригады 24-й стрелковой дивизии (14-я армия, Юго-Западный фронт), которая принимала участие в советско-польской войне, а затем вела боевые действия против войск под командованием Симона Петлюры в районах Киева и Житомира. В 1921 года в составе этой же дивизии принимал участие в борьбе с бандитизмом в Подольской и Киевской губерниях, командуя отделением в 209-м стрелковом полку 70-й бригады и 211-м стрелковом полку 71-й бригады.

### Межвоенное время
С августа 1921 года проходил обучение на 78-х Винницких, а после их расформирования в мае 1922 года — на 15-х Киевских пехотных курсах, по окончании которых с января 1923 года служил в 71-м стрелковом полку 24-й Самаро-Ульяновской железной стрелковой дивизии Украинского военного округа в Виннице на должности командира отделения и временно исполняющего должность командира взвода. В октябре 1925 года был переведён в 72-й стрелковый полк этой же дивизии, где исполнял должность командира стрелкового взвода и взвода полковой школы, командира хозяйственной роты, временно исполнял должность начальника полковой школы, помощника командира батальона.
В 1927 году экстерном закончил нормальное военное училище в Киеве.
В октябре 1934 года был назначен на должность помощника начальника штаба 71-го, а затем — 72-го стрелковых полков этой дивизии.
В апреле 1935 года Вахрамеев был направлен на учёбу в Военную академию имени М. В. Фрунзе, которую с отличием окончил в сентябре 1938 года и был назначен на должность начальника 1-го отделения штаба 11-го стрелкового корпуса в Смоленске. В августе 1939 года был назначен на должность командира 59-го стрелкового полка (64-я стрелковая дивизия), находясь на которой, принимал участие в походе РККА в Западную Белоруссию.
В феврале 1940 года был назначен на должность начальника Курсов усовершенствования начальствующего состава запаса Калининского военного округа в Великих Луках, в апреле 1940 года — на должность начальника оперативного отделения штаба и временно исполняющего должность начальника штаба 48-й стрелковой дивизии в городах Идрица и Рига, в ноябре — на должность начальника штаба 2-й моторизованной бригады в городах Рига и Паневежис, а в апреле 1941 года — на должность начальника штаба 235-й стрелковой дивизии в городах Кинешма и Иваново.

### Великая Отечественная война
235-я стрелковая дивизия уже 24 июня 1941 года убыла на фронт, была включена в состав Северо-Западного фронта и вела бои в районах городов Остров и Опочка. В июле «за отход с занимаемого рубежа» был арестован и находился под следствием, однако уже в августе был освобождён и назначен на должность командира 23-й стрелковой дивизии, участвовавшей в Демянской наступательной операции и Сталинградской битве. В апреле 1943 года Вахрамеев был назначен на должность командира 23-го гвардейского стрелкового корпуса Воронежского фронта, но в июле был освобожден Военным советом фронта от занимаемой должности «по несоответствию как не справившийся с работой» и направлен в распоряжение ГУК НКО.
В сентябре Вахрамеев был назначен на должность командира 93-го стрелкового корпуса, который формировался в Московском военном округе. С октября 1943 года корпус под командованием Вахрамеева вёл боевые действия на идрицком направлении, а в июле — августе 1944 года участвовал в Режицко-Двинской и Мадонской наступательных операциях, а также в освобождении городов Резекне и Даугавпилс. В ноябре 1944 года П. П. Вахрамеев «за неспособность обеспечить боевое руководство корпусом, безынициативность, личную недисциплинированность» был отстранён от должности и в январе 1945 года был назначен на должность заместителя командира 89-го стрелкового корпуса, который участвовал в Варшавско-Познанской, Восточно-Померанской и Берлинской наступательных операциях. Одновременно, находясь в этой должности с апреля по май 1945 года временно командовал 23-й стрелковой дивизией этого же корпуса. За умелое командование дивизией при форсировании реки Одер и выход к реке Эльба, проявленное при этом мужество и героизм Павел Прокопьевич Вахрамеев был награждён орденами Ленина и Красного Знамени.

### Послевоенная карьера
После войны Вахрамеев до августа 1945 года находился на излечении в госпитале в Берлине, а затем в санатории в Сочи. С октября 1945 года состоял в резерве ГУК НКО и в феврале 1946 года был назначен на должность заместителя командира 63-го стрелкового корпуса (Челябинск, Уральский военный округ), а с июля 1947 года исполнял должность командира этого корпуса.
В августе 1948 года был назначен на должность начальника Управления боевой и физической подготовки ДВВО, а в августе того же года — на эту же должность в СКВО.
в мае 1950 года генерал-майор Павел Прокопьевич Вахрамеев вышел в запас. Умер 11 июля 1963 года в Челябинске.

## Награды
- Орден Ленина;
- Четыре ордена Красного Знамени;
- Орден Суворова 2 степени;
- Медали;
- Иностранный орден.